# Pepper Lunch

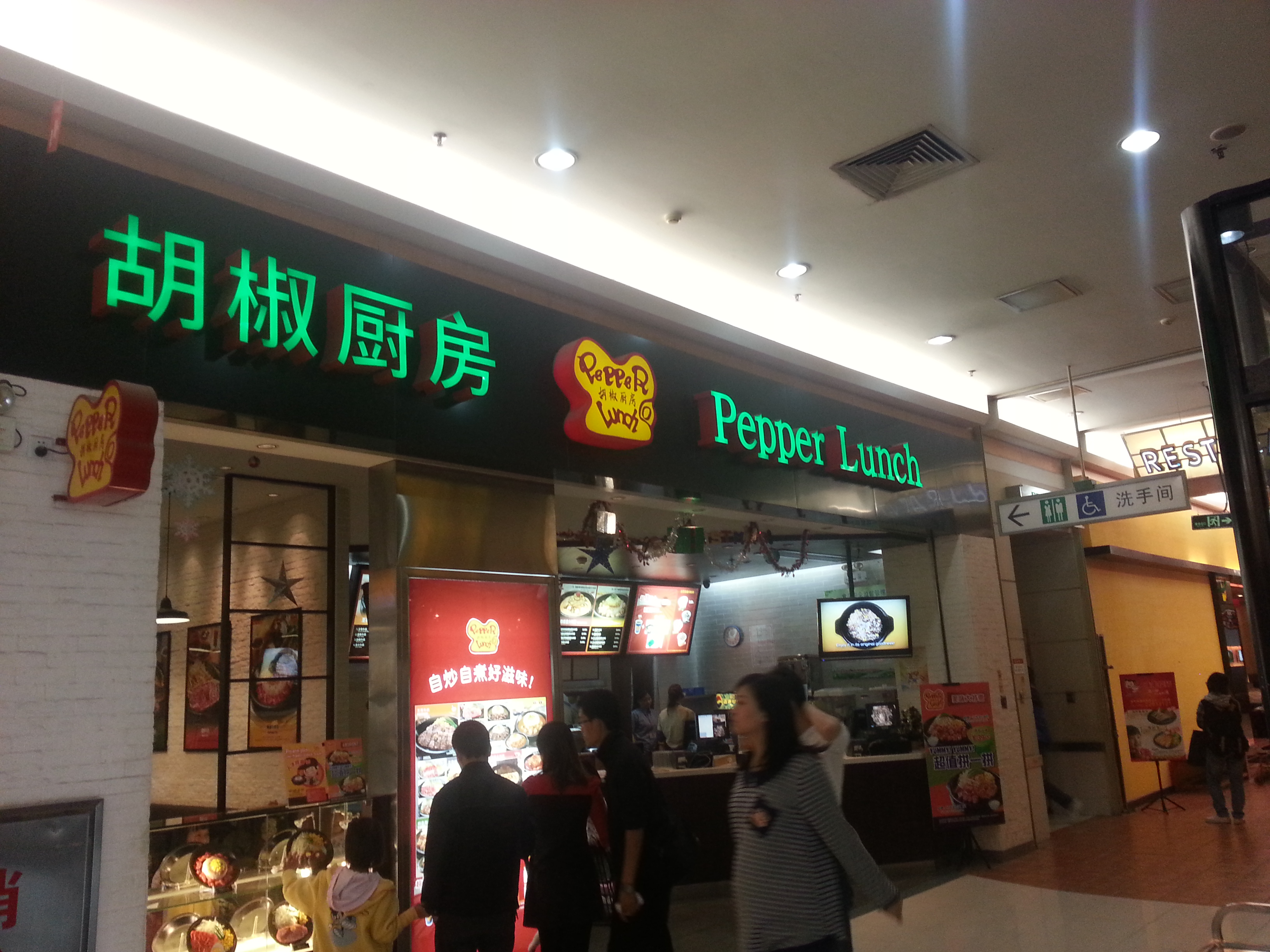
nhà hàng Pepper Lunch ở Shunde, Trung Quốc

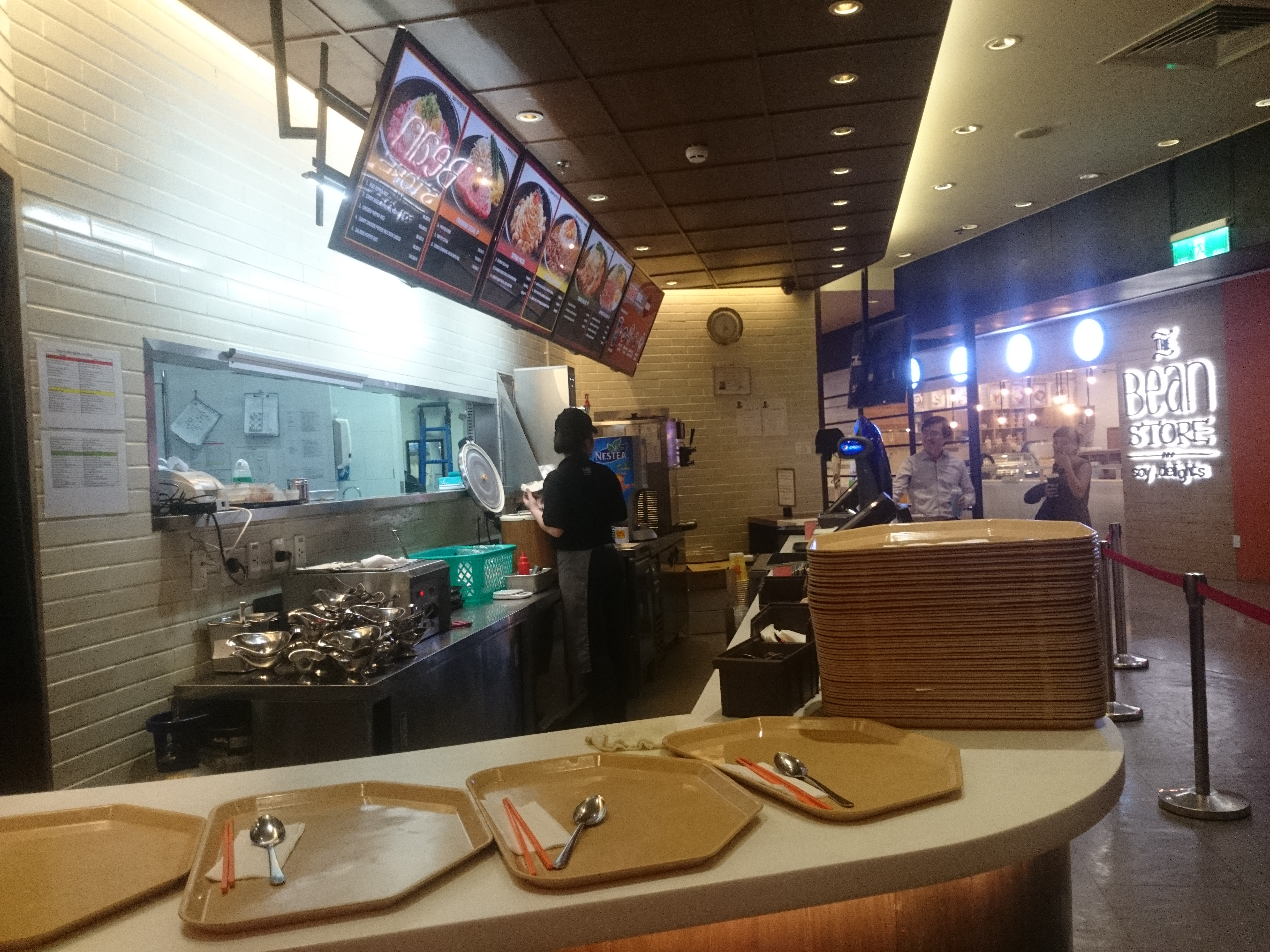
Quầy bán hàng một nhà hàng Pepper Lunch ở Thành phố Hồ Chí Minh, Việt Nam

Pepper Lunch (ペッパーランチ Peppā-ranchi) là một chuỗi nhà hàng thức ăn nhanh chuyên về món bít tết nhanh (fast-steak) rất nổi tiếng ở khu vực Tokyo, Nhật Bản. Thời điểm hiện tại, chuỗi nhà hàng này có trên 200 nhà hàng ở Nhật Bản, Hồng Kông, Nam Hàn, Trung Quốc, Đài Loan, Mã Lai, Úc, Indonesia, Thái Lan, Singapore, Ma Cao, Việt Nam, Philippines, Hoa Kỳ.

## Lịch sử
Pepper Lunch được thành lập vào năm 1994 bởi bếp trưởng và nhà phát minh Kunio Ichinose với mục tiêu phục vụ thức ăn nhanh chất lượng mà không phải mướn bếp trưởng. Ông nghĩ ra cách sử dụng một miếng kim loại được nung nóng lên tới 260 độ Celsius bằng bếp từ. Sau đó thịt sống và các nguyên liệu khác được đặt lên miếng kim loại, nơi nó được nấu chín trước mặt khách hàng. Thịt này có thể được ăn tái hoặc chín kỹ với nước tương mật ong nâu (Amakuchi) hoặc là nước tương tỏi (Karakuchi), tùy vào sở thích của khách hàng.
- Tháng 7 năm 1994, nhà hàng Pepper Lunch đầu tiên mở cửa.
- Tháng 9 năm 1994, nhà hàng đầu tiên do Pepper Lunch quản lý trực tiếp được mở cửa tại Asakusa, Tokyo
- Tháng 3 năm 2003, mở nhà hàng Pepper Lunch đầu tiên trong foodcourt ở Kawagoe.
- Tháng 11 năm 2003, mở nhà hàng đầu tiên ở Seoul, Hàn Quốc.
- Tháng 5 năm 2005, mở nhà hàng đầu tiên ở Đài Bắc, Đài Loan.
- Tháng 6 năm 2005, được khen thưởng bởi Bộ Nông nghiệp, Lâm nghiệp và Ngư nghiệp Nhật Bản
- Tháng 7 năm 2005, cửa hàng đầu tiên tại Singapore.
- Tháng 10 năm 2012, nhà hàng đầu tiên ở Việt Nam.

## Quản lý
Pepper Lunch là một công ty con của Pepper Food Service Co., Ltd. Các hoạt động quốc tế của công ty được quản lý bởi Suntory F&B International.. Vì Suntory là đối tác thương mại của PepsiCo, toàn bộ các chi nhánh của Pepper Lunch đều chỉ bán các sản phẩm Pepsi, trừ các chi nhánh ở Philippines thì phục vụ Coca Cola.